# ジェイク・ホワイト
ジェイク・ホワイト（Jake White、1963年12月13日 - ）は、南アフリカ共和国のラグビーユニオン指導者。現在スーパーラグビーブルズのディレクター・オブ・ラグビーを務めている。南アフリカ・ヨハネスブルグ出身。

## 略歴
2004年、南アフリカ代表のヘッドコーチに就任。ラグビーワールドカップ2007で南アフリカ代表12年ぶりの優勝に貢献。
その後ブランビーズ、モンペリエなどのコーチを歴任して、2017年、トヨタ自動車ヴェルブリッツの監督に就任。3年間務めた。
2020年、ブルズのディレクター・オブ・ラグビーに就任。

## 受賞歴
- IRB年間最優秀監督賞:2004年・2007年[7]